# باريكة صادقي (مقاطعة إسلام آباد غرب)
باريكة صادقي (بالفارسية: باریکه‌صادقی) هي قرية تقع في كرمانشاه في إيران. يقدر عدد سكانها بـ 152 نسمة بحسب إحصاء 2016.